# De Clage vanden inquisiteur, meester Pieter Titelmanus
De Clage vanden inquisiteur, meester Pieter Titelmanus, deken van Ronche is een satirisch afscheidslied van de geuzen aan de inquisiteur Pieter Titelmans, geschreven in oktober 1566 kort na diens ontslag. 
De anonieme auteur gebruikte de stijl van de rederijkers en maakte voortdurend toespelingen op historische personen en gebeurtenissen. De woorden van het lied worden in de mond gelegd van Titelmans, die klaagt omdat zijn rijk uit is en jammerend afscheid neemt van zijn geestverwanten. Margaretha van Parma had de inquisitie op 26 augustus 1566 opgeschort. In Hondschote circuleerden eerder al liederen tegen Titelmans, die vermoedelijk inspiratie zullen hebben geboden voor De Clage.
Hoewel dergelijke teksten vanwege het gevaar op zeer kleine oplagen werden verspreid, is er toch een exemplaar van overgeleverd in de Universiteitsbibliotheek Gent. De druk wordt toegeschreven aan Ghileyn Manilius in Gent. Zijn stadsgenoot Marcus van Vaernewijck moet het lied hebben gekend, want hij parafraseerde het in zijn dagboek (en deed er zelfs een schepje bovenop).

## Voetnoten
1. ↑  Peter J. Arnade, Beggars, Iconoclasts, and Civic Patriots: The Political Culture of the Dutch Revolt, 2008, p. 75. Gearchiveerd op 21 juni 2023.